# Julius Sturm
Julius Sturm (Bad Köstritz, 21 luglio 1816 – Lipsia, 2 maggio 1896) è stato un poeta tedesco.

## Biografia
Studiò teologia a Jena dal 1837 al 1841 ed è stato nominato precettore del principe ereditario Enrico XIV di Reuss-Gera. Nel 1851 è diventato pastore a Göschitz presso Schleiz e nel 1857 nel villaggio di Köstritz. Nel 1885 si ritirò con il titolo di Geheimkirchen rat. 
Sturm era uno scrittore di poesie liriche, sonetti e poesia della chiesa.

## Opere principali
- Fromme Lieder (Devout Songs and Poems; pt. i., Lipsia, 1852; 12ª ed., 1893; pt. ii., 1858; pt. iii., 1892)
- Zwei Rosen, oder das hohe Lied der Liebe (Lipsia 1854; 2ª ed., 1892)
- Israelitische Lieder (3ª ed., Halle, 1881)
- Palme und Krone (Lipsia, 1888)

- Gedichte (6ª ed., Lipsia, 1892)
- Neue Gedichte (2ª ed., Lipsia, 1880)
- Lieder und Bilder (2ª ed., 1892)
- Kampf- und Siegergedichte (1870)
- Neue Lieder (1880, 2ª ed., 1888)
- Neue lyrische Gedichte (Lipsia)
- In Freud und Leid, letzte Lieder (1896).

## Famiglia
Era il figlio August Sturm (nato nel 1852) è stato anche esso un poeta noto e un avvocato. Nacque a Göschitz e studiò a Jena, Lipsia e Berlino; prima teologia, poi legge.Suo figlio Heinrich Sturm (1860-1917) era un giurista e politico e sindaco di Chemnitz 1908-1917.